# Charlottenburg, Timiș

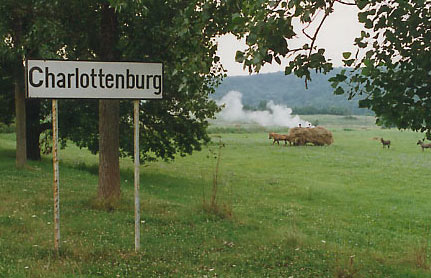
Intrarea în localitate

Charlottenburg (denumire oficială germană Charlottenburg, Charlotenburg, fostă oficială română Șarlota, s-a mai numit și Barița) este un sat în comuna Bogda din județul Timiș, Banat, România. Satul a fost întemeiat cu 32 de familii (171 persoane) imigrate din Baden-Württemberg, Alsacia-Lorena și zona germanofonă a Trentinului (până în 1918 în Austro-Ungaria ca și Banatul, de atunci încoace în regiunea Trentino-Tirolul de Sud din Italia).
Existența lor se datorează în principal contelui Karl-Ignaz von Clary und Aldringen, numit în 1769 președinte al administrației Banatului. Construcția a fost coordonată de Karl-Samuel Neumann Edler von Buchholt, funcționar la oficiul sării din Lipova. Satul a fost construit în plan circular, cu diametrul interior de 210 m.
În anul 1718, după Pacea de la Pojarevăț, Banatul a devenit, dupa 164 de ani de dominație turcească, un domeniu al coroanei din Viena. Ca urmare, în această regiune au fost colonizați catolici preponderent germani, în trei perioade numite  "convoaiele șvabilor". Charlottenburg a fost construit ca toate satele comunei Bogda (germ. Neuhof) în anul 1771 în timpul celui de-al doilea val de colonizare (1763-1772). Originea denumirii nu este certă dar poate fi în relație cu Frederica-Charlotta (n. 1731), a doua soție (din 1748) a contelui Franz-Karl von Clary (1675 - 1751).
Despre acest ansamblu, Johann Caspar Steube scria în 5 martie 1779 în a treia scrisoare a sa din Timișoara:
"... acest sat este singurul sub formă circulară (chorographie). In mijlocul satului se găsește o fântână acoperită cu apă foarte bună. În jurul fântânii se găsește o plantație de duzi, în spatele căreia se găsesc casele, acestea având în curte grajduri și șure. Apoi urmează grădina unde se găsește plantată vița de vie. Nici o casă nu este nici cu un deget mai înaltă ca cealaltă, și nici cu un picior mai distantață una față de cealaltă, având un stil simetric desăvârșit;la fel și cele patru intrări în sat - sunt la aceeași distanță una față de alta".
Se remarcă prin faptul că este singurul sat construit în formă de cerc din Banat. Din acest motiv, întreaga localitate a fost declarată monument istoric de către Ministerul Culturii și Cultelor, cu codul  TM-II-s-A-06198.